# Focaccia

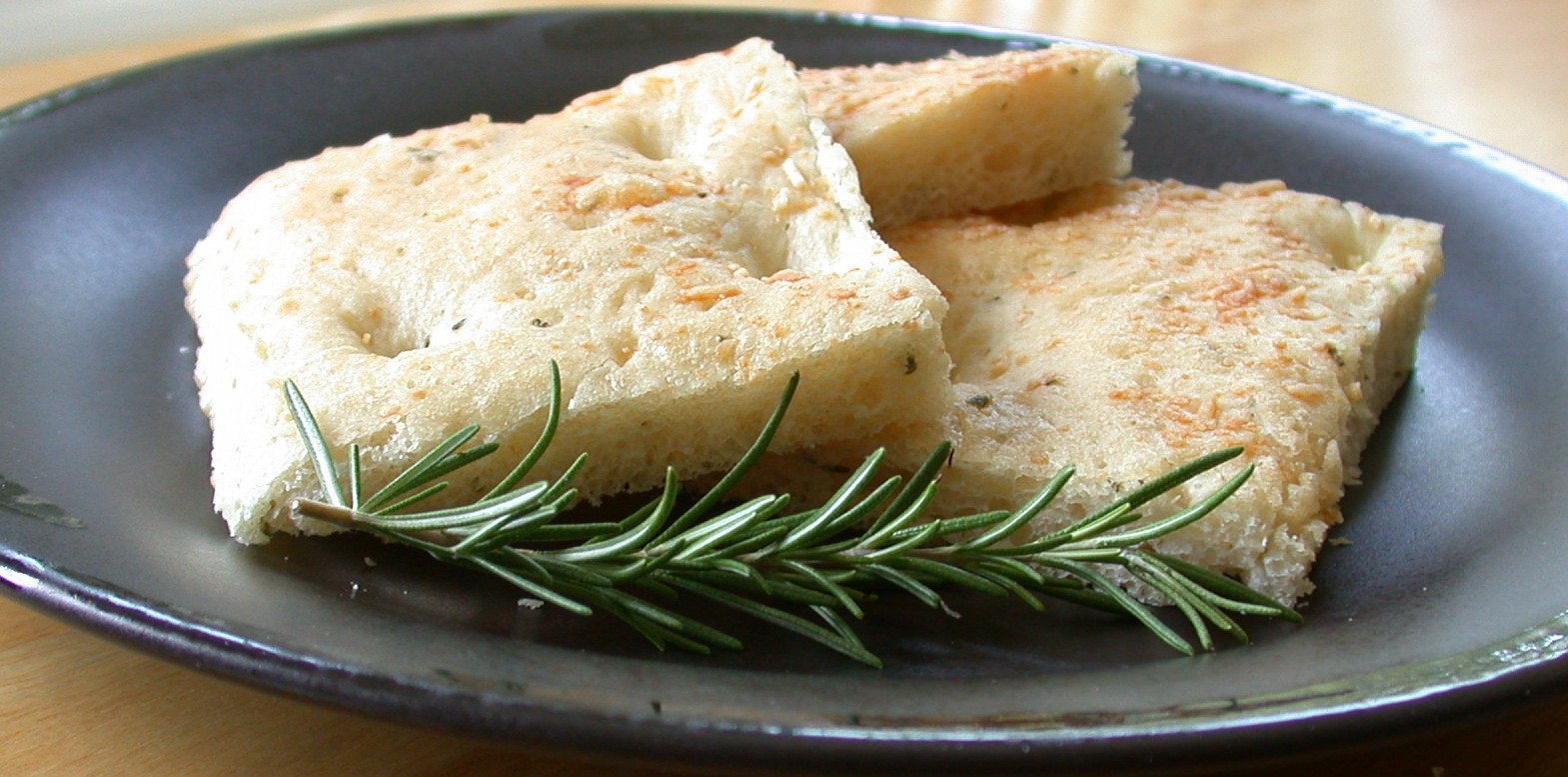
Focaccia

Focaccia [fokˈat͡ʃːa] – potrawa kuchni włoskiej; rodzaj pieczywa, będącego podstawą pizzy. Każdy region Włoch może się pochwalić inną odmianą focaccii, od suchego, z solą, ziołami (rozmaryn, szałwia) polanego oliwą ciasta, do pulchnego, z suszonymi pomidorami i oliwkami. Zazwyczaj podawane na ciepło.
Focaccia serwowana jest jako przystawka oraz jako dodatek do innych potraw.

## Porównanie z pizzą
Podstawową różnicą pomiędzy focaccią a konwencjonalną pizzą (okrągłą, neapolitańską) jest czas wyrastania ciasta. W przypadku focaccii jest on znacznie dłuższy. Ponadto, przeciwnie do pizzy, która polana jest sosem na powierzchni, focaccia jest przeważnie posypana solą morską i ziołami.